# Coelho Neto (ort)
Coelho Neto är en ort i Brasilien.   Den ligger i kommunen Coelho Neto och delstaten Maranhão, i den östra delen av landet, 1 400 km norr om huvudstaden Brasília. Coelho Neto ligger 54 meter över havet och antalet invånare är 36 184.
Terrängen runt Coelho Neto är platt. Coelho Neto är det största samhället i trakten.
Omgivningarna runt Coelho Neto är huvudsakligen savann. Runt Coelho Neto är det ganska glesbefolkat, med 27 invånare per kvadratkilometer.